# رباط حلقي كعبري
الرِّباط الحَلَقِيّ الكُعْبُرِيّ، المعروف أيضًا بالرباط القطاعي للكعبرة أو الرباط الدويري للكعبرة، هو شريط قوي من الألياف يحيط برأس الكعبرة، حيث يثبتها في اتصال مع شق الكعبرة في عظم الزند. في المصطلحات التشريحية يُطلق عليه عادة "قطاعي"، لكن استخدام "حلقي" يعتبر شائعًا ومعتمدًا.

## التشريح
يرتبط الرباط الحَلَقي الكعبري بنهايتيه مع الحدود الأمامية والخلفية لشق الكعبرة في عظم الزند، حيث يشكلان معًا السطح المفصلي الذي يحيط برأس وعنق الكعبرة. يتميز الرباط بقوته وثباته، إلا أن مرونته تتيح لرأس الكعبرة البيضاوي الدوران بحرية أثناء حركتي الانبطاح والبسط.
رأس الكعبرة أوسع من عنقها، ومع احتضان الرباط لكلتا المنطقتين، ينحصر الرأس داخل الرباط، مما يمنع الإزاحة البعيدة للكعبرة. في الجزء العلوي، يتعزز الرباط بارتباطه مع الرباط الجانبي للكعبرة والكبسولة الليفية للمفصل. أما في الجزء السفلي، فترتبط بعض الألياف بعنق الكعبرة لتدعم طيات الغشاء الزليلي دون التأثير على حركة المفصل.
يتميز الغضروف الليفي في الجزء العلوي للرباط باتصاله المستمر مع الغضروف الزجاجي لشق الكعبرة. وعند النقطة الخلفية، يمتد الرباط بشكل واسع فوق وتحت شق الكعبرة. الشريط السميك الذي يتفرع من الحد السفلي للرباط الحَلَقي وصولًا إلى عنق الكعبرة يُعرف بالرباط المربّع.

## الأهمية السريرية
الأطفال الذين لم يكتمل لديهم اتصال اللوح المشاشي القريب للكعبرة قد يكونون عرضة لخلع هذا المفصل. يحدث هذا الأمر غالبًا نتيجة تعرض الذراع لقوة جذب مفاجئة أو حادة، كما قد يحدث عندما يسحب الآباء الطفل بقوة بعيدًا عن خطر ما، مثل محاولة إبعاده بسرعة عن حركة المرور.

## صور إضافية
- The supinator muscle
- T1 weighted MRI showing the anular ligament
- Elbow joint. Deep dissection. Anterior view.
- Elbow joint. Deep dissection. Anterior view.